# Hatónidas
Los hatónidas fueron una importante familia de la nobleza imperial en la primera mitad del siglo IX, durante los reinados de los reyes carolingios Carlomagno y Ludovico Pío. Perdieron su posición social en el reinado de Luis el Germánico. Recibieron el patronazgo de los emperadores y recibieron beneficios en los territorios imperiales. Atendieron a los consejos que abarcaban todo el imperio y se les dio mando militar en las fronteras, para defender el imperio de los eslavos y vikingos danos.
Procedentes de Sajonia y Baviera, donde tenían muchas tierras y honores, los hatónidas fueron designados para desempeñar prefecturas y condados en Franconia Oriental y en la Renania central desde fecha temprana. Un miembro de esta familia, Banzleibs, fue conde de Maine en Neustria y margrave de Sajonia con Ludovico Pío. Los hatónidas más o menos controlaban Sajonia en los últimos años del reinado de Ludovico Pío. Fueron unos sólidos defensores de Ludovico y de su hijo mayor, Lotario en los años que van de 838 a 843. Odiaban a Luis el Germánico y se opusieron a su gobierno en Sajonia y a la creación de un reino en Francia Oriental, puesto que tenían tierras a ambos lados del Rin. Luis el Germánico, sin embargo, celoso de su influencia y poder en Renania, les hizo la guerra; una guerra que culminó en la batalla de Wörnitz, donde el líder hatónida, Adalberto, conde de Metz, murió. Adalberto y el hermano mayor de Banzleib, Hatón, se vieron desplazados de su territorio de Nassau también, pero permanecieron firmes en Alemannia hasta, al menos, el año 857.